# Trattato di Saigon (1862)
Il Trattato di Saigon del 5 giugno 1862 fu firmato tra i rappresentanti dell'Impero francese e l'imperatore della dinastia Nguyễn, Tự Đức, al termine della campagna di Cocincina. I negoziati furono condotti dal governatore Louis Adolphe Bonard e dal gran consigliere Phan Thanh Giản. In base ai termini dell'accordo, Tự Đức cedette ai francesi le isole Côn Đảo (che i francesi chiamavano Poulo-Condore) e le tre province meridionali Biên Hòa, Gia Định e Định Tường, che costituirono in seguito il nucleo della colonia di Cocincina. Le navi francesi ottennero il diritto di navigare sul fiume Mekong e diversi porti furono aperti al commercio francese. Il trattato stabiliva anche la fine delle politiche anticristiane dello stato vietnamita, così come il pagamento di circa 20 milioni di franchi d'oro da parte dello stato Nguyễn alla Francia. I principi del trattato furono confermati dal successivo trattato di Huế.